# 向日葵剧团
向日葵剧团（日语：／ gekidan himawari */?）是一家位于日本东京都澀谷區惠比寿西2丁目12番12号的劇團（兒童劇團）及经纪公司。

## 关联公司
- Blue Shuttle（日语：ブルーシャトル）
- 砂冈事务所（日语：砂岡事務所）